# 太平镇 (昌图县)
太平乡，是中华人民共和国辽宁省铁岭市昌图县下辖的一个乡镇级行政单位。

## 行政区划
太平乡下辖以下地区：
北太平村、长胜村、牛庄村、丰胜村、偏城子村、什家村、六家子庙村、二台子村和永兴村。